# Орнек (Турара Рискулова район)
Орне́к (каз. Өрнек) — село у складі району Турара Рискулова Жамбильської області Казахстану. Адміністративний центр Орнецького сільського округу.
Населення — 1461 особа (2021; 1610 у 2009, 1549 у 1999, 1573 у 1989).